# تور دو فرانس ۲۰۰۳
تور دو فرانس ۲۰۰۳ نودمین دورهٔ مسابقهٔ دوچرخه‌سواری جادهٔ تور دو فرانس بود که از ۵ تا ۲۷ ژوئیه برگزار شد. اکنون این مسابقه برنده رسمی ندارد. لانس آرمسترانگ برندهٔ مسابقه شده‌بود، ولی با اعلام آژانس مبارزه با دوپینگ ایالات متحده در اوت ۲۰۱۲، نتایج او از سال ۱۹۹۸ از جمله هفت قهرمانی تور دو فرانس از ۱۹۹۸ تا ۲۰۰۵ پس گرفته شد. اتحادیه جهانی دوچرخه‌سواری نیز این حکم را تأیید کرد.
مسابقه در ۵ ژوئیه از پاریس آغاز شد و پس از طی ۲۱ مرحله به مسافت ۳۴۲۷ کیلومتر در خاک فرانسه به صورت ساعتگرد، در ۲۷ ژوئیه دوباره به پاریس بازگشت. مسابقه شامل شش مرحلهٔ کوهستانی نیز بود. به مناسبت صدمین سالگرد تور دو فرانس، این دوره تنها در فرانسه برگزار شد.
همچنین در صدمین سالگرد برگزاری، مسیر سال ۱۹۰۳ بازسازی شد. جایزه‌ای برای بهترین رکابزن در مراحلی که خط پایان آنها مانند تور ۱۹۰۳ بود (شامل لیون، مارسی، تولوز، بوردو، نانت و پاریس) اهدا شد. تور دو فرانس ۲۰۰۳ برندهٔ جایزه شاهدخت آستوریاس برای ورزش شد.
۱۹۸ رکابزن از ۲۲ تیم در مسابقه شرکت کردند. نخستین بخت قهرمانی لانس آرمسترانگ بود که به دنبال کسب پنجمین قهرمانی بود. رقیبان اصلی او، ایوان باسو، جیلبرتو سیمونی، یان اولریش، آیتور گونزالز، ایبان مایو، تایلر همیلتون و خوسبا بلوکی بودند.

## تیم‌ها
انتخاب تیم‌ها در سه مرحله انجام شد. ابتدا در نوامبر ۲۰۰۲ چهارده تیم برتر رده‌بندی اتحادیه جهانی دوچرخه‌سواری به صورت خودکار راه یافتند. چهار سهمیه در ژانویه و چهار سهمیهٔ دیگر در میانهٔ مهٔ ۲۰۰۳ اعطا شد.
تیم‌های زیر در تور شرکت کردند:
تیم‌های راه‌یافته
- یو اس پوستال سرویس
- اونسه–اروسکی
- تیم تلکام
- iBanesto.com
- رابوبانک
- کوفیدیس
- تیم سی‌اس‌سی
- فاسا بورتولو
- کلمه-کوستا بلانکا
- Team Bianchi
- لوتو–دومو
- گرواشتاینر
- السیو
- Vini Caldirola-So.di

تیم‌های دعوت شده
- سائکو ماشین پر کافه
- اف‌دی‌جئوکس.کام
- کوئیک‌استپ-داویتامون
- کردیت اگریکول
- آژ۲آر پروویانس
- ایوسکالتل-ایوسکادی
- بریوش لا بولانژر
- ژان دلاتو

## بخت‌های قهرمانی غایب
چند رکابزن سرشناس از جمله ماریو چیپولینی از تیم دومینا واکانزه و مارکو پانتانی از تیم مرکاتونه اونو به دلیل عدم راه‌یابی تیم‌هایشان از شرکت در تور محروم شدند. غیبت چیپولینی به عنوان قهرمان جهان، شگفت‌آور بود. دلیل برگزار کنندهٔ تور این بود که چیپولینی هرگز نتوانسته‌است تور را به پایان برساند.

## مسیر و مراحل
| مرحله | تاریخ    | مسیر                               | مسافت         | نوع  | نوع                 | برنده                     |
| ----- | -------- | ---------------------------------- | ------------- | ---- | ------------------- | ------------------------- |
| پ     | ۵ ژوئیه  | پاریس                              | ۶٫۵ کیلومتر   |      | تایم تریل انفرادی   | Bradley McGee (AUS)       |
| ۱     | ۶ ژوئیه  | سن دنی به مو                       | ۱۶۸٫۰ کیلومتر |      | مرحله مسطح          | آلساندرو پتاکی (ITA)      |
| ۲     | ۷ ژوئیه  | La Ferté-sous-Jouarre به سدان      | ۲۰۴٫۵ کیلومتر |      | مرحله مسطح          | Baden Cooke (AUS)         |
| ۳     | ۸ ژوئیه  | شارلویل-مزیر به سن دیزیه           | ۱۶۷٫۵ کیلومتر |      | مرحله مسطح          | آلساندرو پتاکی (ITA)      |
| ۴     | ۹ ژوئیه  | ژوینویل به سن دیزیه                | ۶۹٫۰ کیلومتر  |      | تایم تریل تیمی      | یو اس پوستال سرویس (USA)  |
| ۵     | ۱۰ ژوئیه | تروا، فرانسه به نور (شهر فرانسوی)  | ۱۹۶٫۵ کیلومتر |      | مرحله مسطح          | آلساندرو پتاکی (ITA)      |
| ۶     | ۱۱ ژوئیه | نور به لیون                        | ۲۳۰٫۰ کیلومتر |      | مرحله مسطح          | آلساندرو پتاکی (ITA)      |
| ۷     | ۱۲ ژوئیه | لیون به Morzine                    | ۲۳۰٫۵ کیلومتر |      | مرحله دارای کوهستان | ریشار ویرنک (FRA)         |
| ۸     | ۱۳ ژوئیه | سالانش به Alpe d'Huez              | ۲۱۹٫۰ کیلومتر |      | مرحله دارای کوهستان | Iban Mayo (ESP)           |
| ۹     | ۱۴ ژوئیه | Le Bourg-d'Oisans به گپ            | ۱۸۴٫۵ کیلومتر |      | مرحله دارای کوهستان | الکساندر وینوکوروف (KAZ)  |
| ۱۰    | ۱۵ ژوئیه | گپ به مارسی                        | ۲۱۹٫۵ کیلومتر |      | مرحله مسطح          | Jakob Piil (DEN)          |
|       | ۱۶ ژوئیه | ناربون                             | ناربون        |      | روز استراحت         | روز استراحت               |
| ۱۱    | ۱۷ ژوئیه | ناربون به تولوز                    | ۱۵۳٫۵ کیلومتر |      | مرحله مسطح          | Juan Antonio Flecha (ESP) |
| ۱۲    | ۱۸ ژوئیه | Gaillac به Cap Découverte          | ۴۷٫۰ کیلومتر  |      | تایم تریل انفرادی   | یان اولریش (GER)          |
| ۱۳    | ۱۹ ژوئیه | تولوز به Ax 3 Domaines             | ۱۹۷٫۵ کیلومتر |      | مرحله دارای کوهستان | کارلوس ساستره (ESP)       |
| ۱۴    | ۲۰ ژوئیه | سن-ژیرون به Loudenvielle           | ۱۹۱٫۵ کیلومتر |      | مرحله دارای کوهستان | جیلبرتو سیمونی (ITA)      |
| ۱۵    | ۲۱ ژوئیه | بنییر-دو-بیگور به Luz Ardiden      | ۱۵۹٫۵ کیلومتر |      | مرحله دارای کوهستان | لانس آرمسترانگ (USA)      |
|       | ۲۲ ژوئیه | پو                                 | پو            |      | روز استراحت         | روز استراحت               |
| ۱۶    | ۲۳ ژوئیه | پو به بایون                        | ۱۹۷٫۵ کیلومتر |      | مرحله دارای کوهستان | Tyler Hamilton (USA)      |
| ۱۷    | ۲۴ ژوئیه | دکس به بوردو                       | ۱۸۱٫۰ کیلومتر |      | مرحله مسطح          | Servais Knaven (NED)      |
| ۱۸    | ۲۵ ژوئیه | بوردو به Saint-Maixent-l'École     | ۲۰۳٫۵ کیلومتر |      | مرحله مسطح          | Pablo Lastras (ESP)       |
| ۱۹    | ۲۶ ژوئیه | Pornic به نانت                     | ۴۹٫۰ کیلومتر  |      | تایم تریل انفرادی   | David Millar (GBR)        |
| ۲۰    | ۲۷ ژوئیه | Ville-d'Avray به پاریس (شانزه‌لیزه) | ۱۵۲٫۰ کیلومتر |      | مرحله مسطح          | Jean-Patrick Nazon (FRA)  |
|       | مجموع    | مجموع                              | ۳۴۲۷          | ۳۴۲۷ | ۳۴۲۷                | ۳۴۲۷                      |

## خلاصه مسابقه
رقابت در این دورهٔ تور داغ‌تر از دوره‌های پیشین بود. تایلر همیلتون و لوی لایفایمر در اوایل تور زمین‌خوردند. لایفایمر کناره‌گیری کرد و همیلتون با وجود شکستگی ترقوه ادامه داد و چهارم شد.
در آلپ، جیلبرتو سیمونی و استفانو گارتزلی که در جیرو اول و دوم شده‌بودند، نتوانستند با لانس آرمسترانگ و سایر رقیبان اصلی بمانند. خوسبا بلوکی توانست و پیش از زمین‌خوردن در سرپایینی لا ردوت، با اختلاف ۴۰ ثانیه در رتبهٔ دوم بود. الکساندر وینوکوروف در این مرحله پیروز شد و به فاصلهٔ ۲۱ ثانیهٔ آرمسترانگ رسید.
یان اولریش تایم تریل مرحلهٔ دوزادهم را ۹۶ ثانیه سریع‌تر از آرمسترانگ طی کرد و جانشین وینوکوروف در رتبهٔ دوم شد. در پایان مرحلهٔ ۱۴ فاصلهٔ آرمسترانگ با اولریش و وینوکوروف تنها ۱۵ و ۱۸ ثانیه بود؛ ولی در مرحلهٔ ۱۵ به تنهایی با برتری ۴۰ ثانیه نسبت به سایر رکابزنان پیروز شد و اختلاف خود با رقیبان را به بیش از یک دقیقه رساند. رتبه‌های اول تا سوم تا پایان تور دست نخورده ماند و آرمسترانگ در نهایت به پنجمین قهرمانی در تور دست یافت.

### دوپینگ
پس از صرف نظر آرمسترانگ از مجادلهٔ خود با آژانس مبارزه با دوپینگ ایالات متحده در ۲۴ اوت ۲۰۱۲، آژانس اعلام کرد آرمسترانگ را مادام العمر محروم خواهد کرد و هفت قهرمانی او در تور پس گرفته خواهد شد. همان روز اعلام کردند که همهٔ نتایج آرمسترانگ از ۱ اوت ۱۹۹۸ (از جمله مدال‌ها، عنوان‌ها، پیروزی‌ها، امتیازات و جوایز) پس گرفته می‌شود. در ۲۲ اکتبر ۲۰۱۲ اتحادیه جهانی دوچرخه‌سواری این حکم را تأیید کرد و تصمیم گرفت پیروزی‌های پس گرفته شده را به رکابزن دیگری اهدا نکند و رده‌بندی‌ها را تغییر ندهد.

## نتایج نهایی

### رده‌بندی اصلی
| رتبه  | رکابزن                   | تیم                | زمان     |
| ----- | ------------------------ | ------------------ | -------- |
| اخراج | لانس آرمسترانگ (USA)     | یو اس پوستال سرویس | ۸۳:۴۱:۱۲ |
| ۲     | یان اولریش (GER)         | Team Bianchi       | ۱:۰۱+    |
| ۳     | الکساندر وینوکوروف (KAZ) | تیم تلکام          | ۴:۱۴+    |
| ۴     | Tyler Hamilton (USA)     | تیم سی‌اس‌سی         | ۶:۱۷+    |
| ۵     | Haimar Zubeldia (ESP)    | ایوسکالتل-ایوسکادی | ۶:۵۱+    |
| ۶     | Iban Mayo (ESP)          | ایوسکالتل-ایوسکادی | ۷:۰۶+    |
| ۷     | ایوان باسو (ITA)         | فاسا بورتولو       | ۱۰:۱۲+   |
| ۸     | Christophe Moreau (FRA)  | کردیت اگریکول      | ۱۲:۲۸+   |
| ۹     | کارلوس ساستره (ESP)      | تیم سی‌اس‌سی         | ۱۸:۴۹+   |
| ۱۰    | Francisco Mancebo (ESP)  | iBanesto.com       | ۱۹:۱۵+   |